# Список персонажів «Берсерк»
Це список персонажів аніме-серіалу та манґи «Berserk».

## Банда Яструба (стара)
Ґатс (яп. ガッツ) — головний герой аніме і манґи. Високий, м'язистий, чорноволосий чоловік, що б'ється, вражаючим уяву розмірами, мечем «Вбивця Драконів», довжиною майже 2 метри. В частині «Золоте Століття» найманець, командир ар'єргарду Банди Яструба, також очолював її рейдові партії. У інших частинах Гатс відомий як «Чорний Мечник» — самотній мисливець на демонів, що відправився у подорож, щоб помститися Гриффіту за страшну зраду. Чорний Мечник позбавлений правого ока і лівого передпліччя, на місці якого він носить протез, що приховує маленьку ручну гармату.

Сейю: Хаясі Нобутосі.
Ґриффіт (яп. グリフィス) — лідер Банди Яструба. Мета його життя — стати правителем власної країни. Жертвував всім ради цієї мети. Надзвичайно красивий, розумний і підступний. Майстерно володіє мечем. Поважає людей, які мають свої мрії і прагнуть їх досягти. Намагався захопити владу над Мідландом, проте завжди прагнув зробити це максимально легітимно і залишаючись популярним в народі. За заслуги перед Мідландом був обдарований званням лорда-протектора. Руками Гатса знищив учасників змови проти себе, що включала також королеву, брата короля і міністра фінансів. Після відходу Гатса провів ніч з принцесою Шарлотою, був спійманий палацовою вартою і заточений в темницю з наказом безперервно катувати його. Під час Затьмарення приніс в жертву Банду Яструба і перетворився на Фемто, п'ятого ангела Руки Бога.

Сейю: Морікава Тошіюкі.
Кяска (яп. キャスカ) — найманець, командир одного із загонів Банди Яструба. Колись Грифіт врятував Каску від дворянина-ґвалтівника і з тих пір вона неймовірно віддана своєму командирові і готова заради нього на все. Спочатку ревнує Гатса до Гриффіта, але згодом закохується в Гатса. Після того, як Гриффіта ув'язнили в темницю, Каска цілий рік очолювала Банду Яструба і не залишала спроб звільнити командира. Переживши Затьмарення, Каска втратила розум.

Сейю: Міямура Юко.

### Інші члени Банди Яструба
- Джудо (яп. ジュドー) — був одним з найцінніших бійців в першій Банді Яструба за рахунок свого уміння читати людські емоції. Саме тому здогадався про почуття Гатса і Каски навіть раніше, ніж вони самі. Тиха, спокійна і практична людина, відмінний товариш.
Сейю: Ішіда Акіра.

- Піппін (яп. ピピン) — флегматичний мовчазний силач, один з найкращих бійців Банди Яструба. Його сила і вражаюча інтуїція нерідко надавали яструбам неоціниму послугу на полі бою. До того як прилучитися до Гриффіта був шахтарем.
Сейю: Амада Масуо.

- Коркус (яп. コルカス) — колишній ватажок банди розбійників, яка була знищена Яструбами. Один з перших і найвірніших соратників Гриффіта. Неполюбляє Гатса.
Сейю: Нішімура Томохіро.

- Рікерт (яп. リッケルト) — маленький хлопчик, один з тих небагатьох, що вижили після трагедії під час Затьмарення. Потім як учень довго жив у коваля Годо, який викував меч Гатса «Вбивця Драконів». Сам став непоганим ковалем.
Сейю: Яджіма Акіко.

## Друзі Гатса
- Пак (яп. パック) — ельф, нащадок духів вітру, супутник Гатса. Гатс рятує його від компанії солдатів в таверні, які розважалися, метаючи в ельфа ножі (у аніме ця сцена з невеликими змінами теж була, тільки місце Паку зайняла маленька дівчинка). Лікує його після бою і надає різного роду дрібні послуги. До зустрічі з Гатсом Пак жив у старої-провидиці в бродячому цирку. У «Берсерку» ельфів можуть бачити тільки неупереджені люди (до них не відноситься, наприклад, духівництво).

- Фарнеза (яп. ファルネーゼ) — згідно з традицією, командиром Лицарів Святого Залізного Ланцюга повинна бути жінка. Фарнеза де Вандіміон зайняла цей пост не з доброї волі (за бажанням батька), проте вона цілком віддається служінню Богові. Після подій у Башти Відплати, самовільно залишила службу в інквізиції і відправилася услід за Гатсом.

- Серпіко (яп. セルピコ) — паж, ад'ютант і охоронець Фарнези. Крім того, Серпіко доводиться Фарнезі зведеним братом по батькові (незаконнонародженим), проте він тримає це в таємниці від неї. Готовий оберігати свою сестру і пані ціною власного життя. Серпіко холоднокровний, надзвичайно обачливий, відмінний стратег і чудовий фехтувальник.

- Ісідро (яп. イシドロ) — підліток, що втік з рідного села у пошуках слави і пригод. Будучи сам по собі, промишляв крадіжками. Побачивши Гатса в бою був вражений його силою і майстерністю мечника і вирішив приєднатися до нього. Не зважаючи на свій юний вік Ісідро вельми кмітливий, надзвичайно спритний і чудово метає з обох рук.

- Шірке (яп. シールケ) — молода дівчина, супутниця Гатса, володіє магією. Вихована в лісі старезною чарівницею Флорою, давньою подругою Лицаря-черепа. Після руйнування свого будинку приєдналася до загону Гатса. На прохання Фарнези навчала ту основам магії. Здатна повертати Гатса в нормальний стан якщо він втрачає контроль над Зброєю Берсерка.

- Іварелла — ельф, супутниця Шірке. Як і всі ельфи нестримана і надзвичайно говірка.

## Банда Яструба (нова)
- Зодд (яп. ゾッド) або Безсмертний Зодд (Nosferatu Zodd) — найкращій воїн всіх часів, апостол. Останні 300 років невпинно б'ється, намагаючись відшукати людину, яка могла б з ним порівнятися у військовому мистецтві. Супротивник всього його життя — Лицар-череп, хоча Гатс теж складає Зодду гідну партію. Почав служити Гриффіту після того, як програв у сутичці з ним. 
Сейю: Уцумі Кенджі.

- Ґрюнбельд (яп. グルンベルド) — апостол. Командир загону гігантів Нової Банди Яструба. Схожий на людину, проте навіть в людському вигляді вище Гатса принаймні в 2 рази. Апостольський вигляд — величезний дракон. Про минуле Ґрюнбельда відомо небагато. Легенда свідчить, що в ході сторічної війни він, очолюючи загін лише з трьох тисяч воїнів, протягом 10 років обороняв невелику північну країну від повномасштабного вторгнення військ імперії Тюдор. За лютість в бою і яскраве руде волосся Ґрюнбельд отримав прізвисько «Полум'я Дракона».

- Локус (яп. ロクス) — він же Лицар Місячного Світла. Апостол. У минулому прославлений герой про подвиги якого складали легенди. У битвах і на лицарських турнірах здобув собі славу непереможного. Після Затемнення знайшов Гриффіта і приєднався до нього. Зараз Локус — командир важкої кінноти Нової Банди Яструба. Так само він відповідає за підготовку новобранців в армії Гриффіта.

- Ірвін (яп. アーヴァン) — апостол. Командир стрільців в Новій Банді Яструба. Стріляє без промаху на величезні відстані. Його очі позбавлені зіниць, проте на його луці присутнє щось схоже на людське око.

- Ракшас (яп. ラクシャス) — апостол (точно невідомо). Тримається осторонь і діє поодинці. Колись був в клані Бакірака, проте був вигнаний звідти з невідомої причини. Носить чорне одяг і білу маску з трьома прорізами для очей.

- Соня (яп. ソーニャ) — Гриффіт і апостоли врятували її під час нападу Кушанської імперії. Талановитий ясновидець, вірна прихильниця Гриффіта. Захоплюється Гриффітом і в захваті від свого нового положення в Банді Яструба.

## Апостоли
- Яльд \ В'яльд — апостольська форма — величезна мавпа з трьома очима на тілі. Король Мідланда послав його разом з Чорними Псами-Лицарями в гонитву за врятованим Яструбами з в'язниці Гриффітом.

- Барон — лорд замку Кокі. Апостол, який тримав в жаху ціле місто. У обмін на спокійне життя мер забезпечував барона дітьми як їжі. Апостольська зовнішність — гігантська рептилія.

- Граф — Він був щасливим чоловіком і люблячим батьком, але одного разу виявив свою дружину в центрі язичницької оргії і приніс її в жертву в обмін на позбавлення від душевного болю. Апостольська зовнішність — величезний слимак.

- Розіна — апостол-метелик зі здатністю перетворювати інших людей, роблячи з них своїх слуг. Будучи людиною була маленькою дівчинкою. Зацікавлена казкою про ельфів, хотіла втекти від суворої реальності, і за свою мрію принесла в жертву своїх батьків.

- Імператор Ганішка — апостол, імператор Кушанської імперії. Не зважаючи на свою апостольську суть, виступає проти Гриффіта, мотивуючи це своєю величезною владою у світі людей.

## Рука Бога
- Фемто (яп. フェムト) — реінкарнація Гриффіта. З'являється в темному обладунку, з подібністю крил за спиною. Його шолом нагадує старий шолом Гриффіта.

- Войд (яп. ボイド) — імовірно старший в Руці Бога. На кожній церемонії жертвоприношення саме він (і ніхто інший) клеймить жертви. Тіло Войда закрите подібністю плаща з великим коміром. У нього дуже довгі (нижче за коліна) руки, до того ж на кожній долоні по шість пальців. Характерною особливістю Войда є колосальних розмірів мозок, який вінчає його голову, немов купол.
Сейю:Ішідзука Унсе.

- Слан (яп. スラン) — гола жінка з чорними крилами і довгим волоссям. Жорстока аж до садизму, любить спостерігати за тим, яке враження жорстокість справляє на людей.
Сейю:Танака Ацуко.

- Убік (яп. ユービック) — маленький і усюдисущий. Відповідає за відтворення минулого.
Сейю:Тафурін.

- Конрад (яп. コンラッド) — відповідає за хвороби.
Сейю:Нішіо Току.

## Інші персонажі
- Король Мідланда — батько Шарлоти. Своїми очима переконавшись в тому, що Банда Яструба практично непереможна на полі бою, почав підтримувати Гриффіта, не зважаючи на несхвалення з боку знаті. Після того, як Гриффіт провів ніч з Шарлотою, впав в лють і наказав розігнати Банду, а самого Гриффіта замкнути в башті і катувати. Боязнь втратити Шарлоту майже довела його до безумства.
Сейю: Окі Таміо

- Шарлотта — зовсім молода дівчина, дочка короля Мідланда, закохана в Гриффіта. Коли Гриффіт опинився в темниці, вона цілий рік не знаходила спокою, і у результаті допомагала Гатсу і Касці організувати втечу. Коли Мідланд був завойований Кушанською імперією, була захоплена в полон і доставлена імператорові Ганішке. Навіть у полоні продовжує згадувати Гриффіта і вірити в його повернення.
Сейю: Шіраторі Юрі

- Лицар-череп — загадковий вершник, одягнений в зброю, схожу на людський скелет (шолом дуже схожий на череп). Володіє надлюдськими можливостями і здатний на рівних битися із Зоддом — одним з найсильніших апостолів. Час від часу несподівано з'являється на шляху Гатса і його супутників, щоб допомогти словом або справою, проте мотиви його не зрозумілі.

- Дитя-демон — дитина Каски і Гатса, що прийняла демонічну зовнішність через насильство, здійснене над Каскою Фемто. Як і всі подібні примари, він матеріальний тільки вночі, а зі світанком зникає. Дитя-демон може відгонити ворожі примари від Каски і Гатса. З його тіла відродився Гриффіт.

- Сілат — принц вигнаного кушанського клану Бакірака. Видатний боєць. Служить Ганішке, сподіваючись відновити свій клан в правах. Двічі бився з Гатсом і двічі програв, хоч і залишився живий.

## Додаткові відомості

### Деякі терміни
Апостоли — істоти, що перевтілилися з людей в демонів. Вони здатні викликати Руку Бога, використовуючи бехеліт. Один з їх принципів — жити, керуючись своїми бажаннями. Багато хто з апостолів володіє надлюдською силою і часто стає причиною бід і нещасть. Крім того, під час затьмарення їм дозволяється з'їсти принесених в жертву людей. Проте, душа людини, яка зв'язалася з демонами, після смерті завжди потрапляє в пекло. Вона безперервно блукає в горнилі пітьми і через деякий час зникає назавжди. Така її доля.
Банда Яструба — загін найманців на чолі з Гриффітом, один з найгрізніших бойових підрозділів на полі битви. Відмітною особливістю Банди від інших найманих загонів є значна кількість молодих людей. Крім того, багато хто з солдатів прийшов в Банду Яструба, будучи скореними харизмою Гриффіта. Це є причиною хорошої загальної атмосфери в загоні і його високої згуртованості. У свій час Банда навіть була частиною регулярної армії Мідланда, але після ув'язнення Гриффіта у в'язницю її оголосили загоном бунтівників і почали переслідувати. Під час Затьмарення життя її солдатів було принесено в жертву Гриффітом, внаслідок чого всі воїни, за винятком Гатса, Каски і Рікерта, були винищені.
Бехеліт — незвичайний камінь яйцеподібної форми, який викликає Руку Бога і перетворює людину на апостола. Це крапля з моря спогадів і ключ, що відкриває ворота в потойбічний світ. Коли бехеліт відчуває крик душі про те, що боги цього світу нічого не можуть зробити, частини людського обличчя, що знаходяться на нім упереміш, повертаються на свої належні місця, і обличчя видає крик. Саме цей крик є єдиним засобом викликати Руку Бога.
Рука Бога — верховні демони, які займають пануюче становище в демонічній ієрархії. Люди називають їх ангелами. Відповідно до принципу обумовленості, людина, яка володіє яскраво-червоним бехелітом, — «яйцем Імператора», перевтілюється під час Затьмарення.
Лицарі Святих Залізних Ланцюгів — «церемоніальний» кінний загін, сформований для демонстрації авторитету Ватикану. Представники крупної аристократії відправляють туди своїх дітей, щоб ті не потрапили в звичайну армію. З цієї причини лицарів Святих Залізних Ланцюгів іноді називають «дитячою кавалерією». Історично склалося так, що командиром цього загону традиційно є жінка.

### Деякі факти
1. У першій версії манґи, написаною Міурою ще в коледжі — на грудях у Гатса була мітка.
2. Шлем Гриффіта схожий на шолом з кінофільму Браяна де Пальми «Фантом з Раю». Там теж є персонаж, що продав душу дияволові за безсмертя. Фільм вийшов в 1974 році.
3. В ключові моменти сюжету аніме «застигає», перетворюючись в мальовану картину. Багато фанатів аніме помилково вважають, що це кадри з манґи. Насправді це не так, оригінальна манґа чорно-біла та в стилістиці дещо не схожа з аніме серіалом.